# 米哈伊尔·沙特罗夫
米哈伊尔·菲利波维奇·沙特罗夫（俄语：Михаи́л Фили́ппович Шатро́в，1932年4月3日—2010年5月23日）苏联剧作家、苏联作家协会成员，曾于1987年在第4期《新世界》上发表《布列斯特和约》(中译名为《1918年的苏俄领袖们》，世界知识出版社出版)、《前进，前进，前进……》(1988年上演)等剧作，用比较真实的手法还原了苏俄革命。

## 作品
- 《干净的手》（1956年）
- 《生活中的位置》（1957年）
- 《以革命的名义》（1958年）
- 《格列勃·柯斯马切夫》（1961年）
- 《七月六日》（1964年）
- 《寂静的一天》（1964年）
- 《普尔热瓦利斯基的马》（(1972年）
- 《明天的天气》（1974年）